# Villa Trissino (Cricoli)
| Imagem: Cidade de Vicenza e Villas de Palladio no Véneto | A Villa Trissino (Cricoli) está incluída no sítio "Cidade de Vicenza e Villas de Palladio no Véneto", Património Mundial da UNESCO. |  |

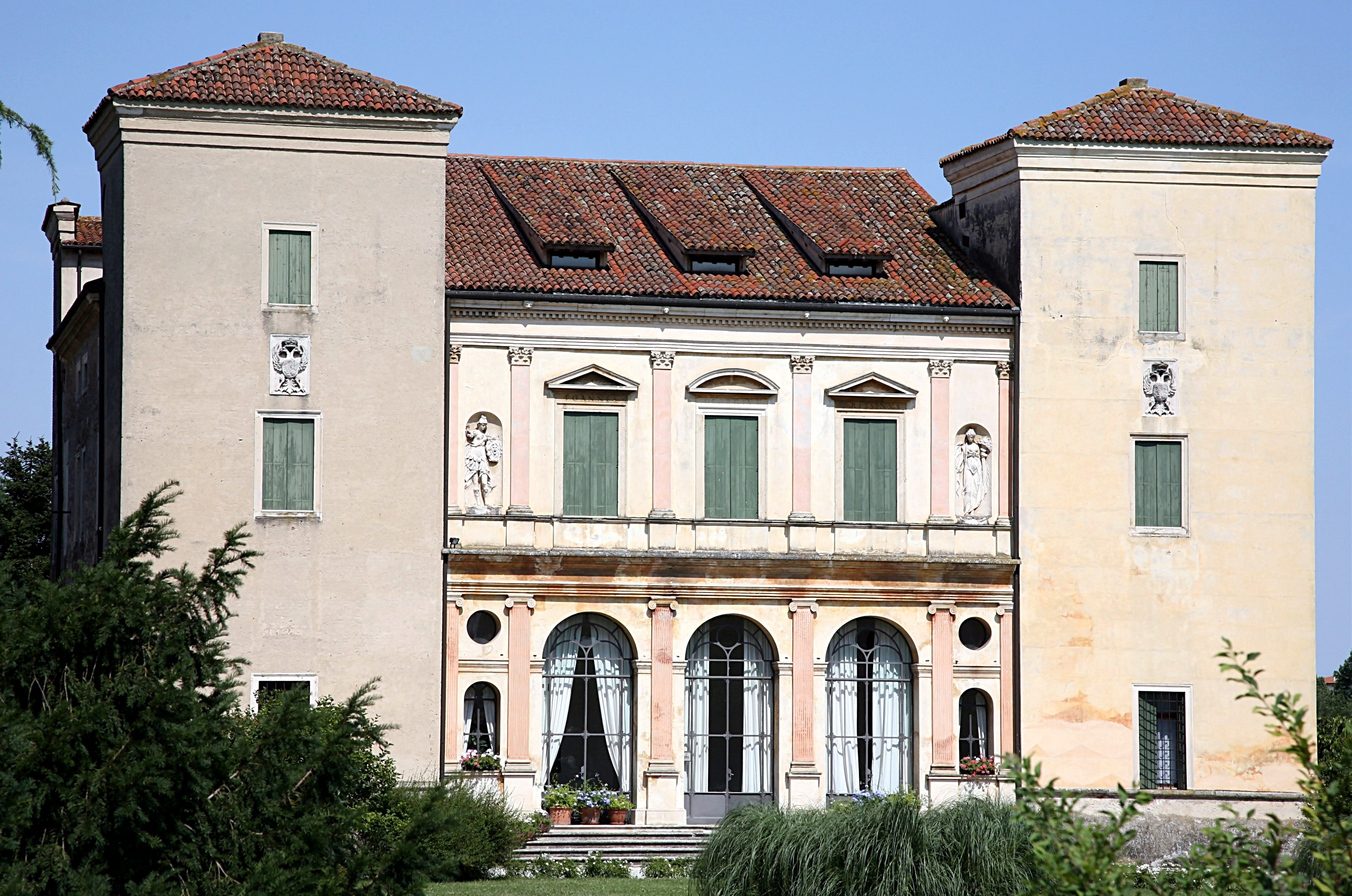
Fachada da Villa Trissino

Villa Trissino é uma villa que pertenceu ao humanista Gian Giorgio Trissino. Está localizada em Cricoli, próxima do centro de Vicenza, no norte da Itália. Foi construída, na sua maior parte, no século XVI e está associada, tradicionalmente, à figura do arquitecto Andrea Palladio.
A construção é de importância inegável no "mythos" sobre Palladio. Em 1994, a UNESCO designou a Villa Trissino como parte do lugar Património da Humanidade designado como "Vicenza, Cidade de Palladio". Dois anos mais tarde, o lugar foi ampliado de forma a incluir as villas palladianas fora da área central, passando a chamar-se Cidade de Vicenza e Villas de Palladio no Véneto.
Não deve confundir-se esta villa com uma outra que, embora incompleta, também é denominada como Villa Trissino, desenhada por Palladio para Ludovico e Francesco Trissino, como documentado em I Quattro Libri dell'Architettura, e que está localizada na comuna de Sarego, a cerca de 20 km de distância.

## História e arquitectura

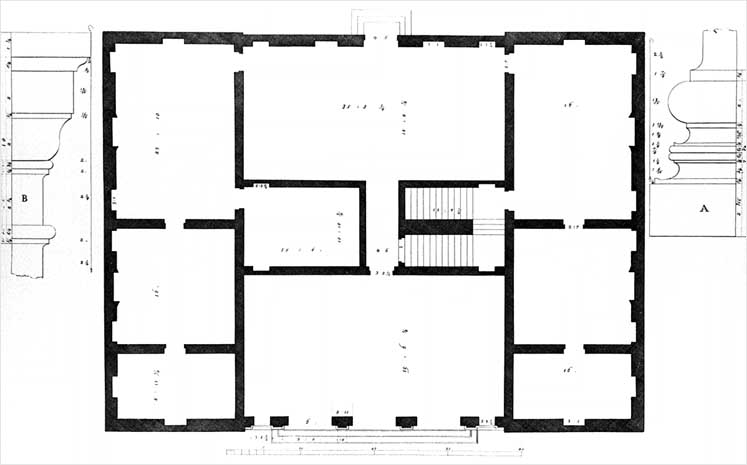
Planta da Villa Trissino desenhada por Ottavio Bertotti Scamozzi em 1778

Esta villa não é, seguramente, obra de Palladio, mas é um dos lugares do seu mito; na verdade está na sua origem. A tradição, de facto, diz que foi mesmo aqui que, na segunda metade da década de 1530, o nobre vicentino Gian Giorgio Trissino (1478-1550) encontrou o jovem pedreiro Andrea di Pietro empenhado nas obras de reforma da villa. Intuindo, de algum modo, a potencialidade e o talento do jovem, Trissino encarregou-se da sua formação, introduzindo-o na aristocracia vicentina e, no espaço de poucos anos, transformou-o num arquitecto que impõe o áulico nome de Palladio.

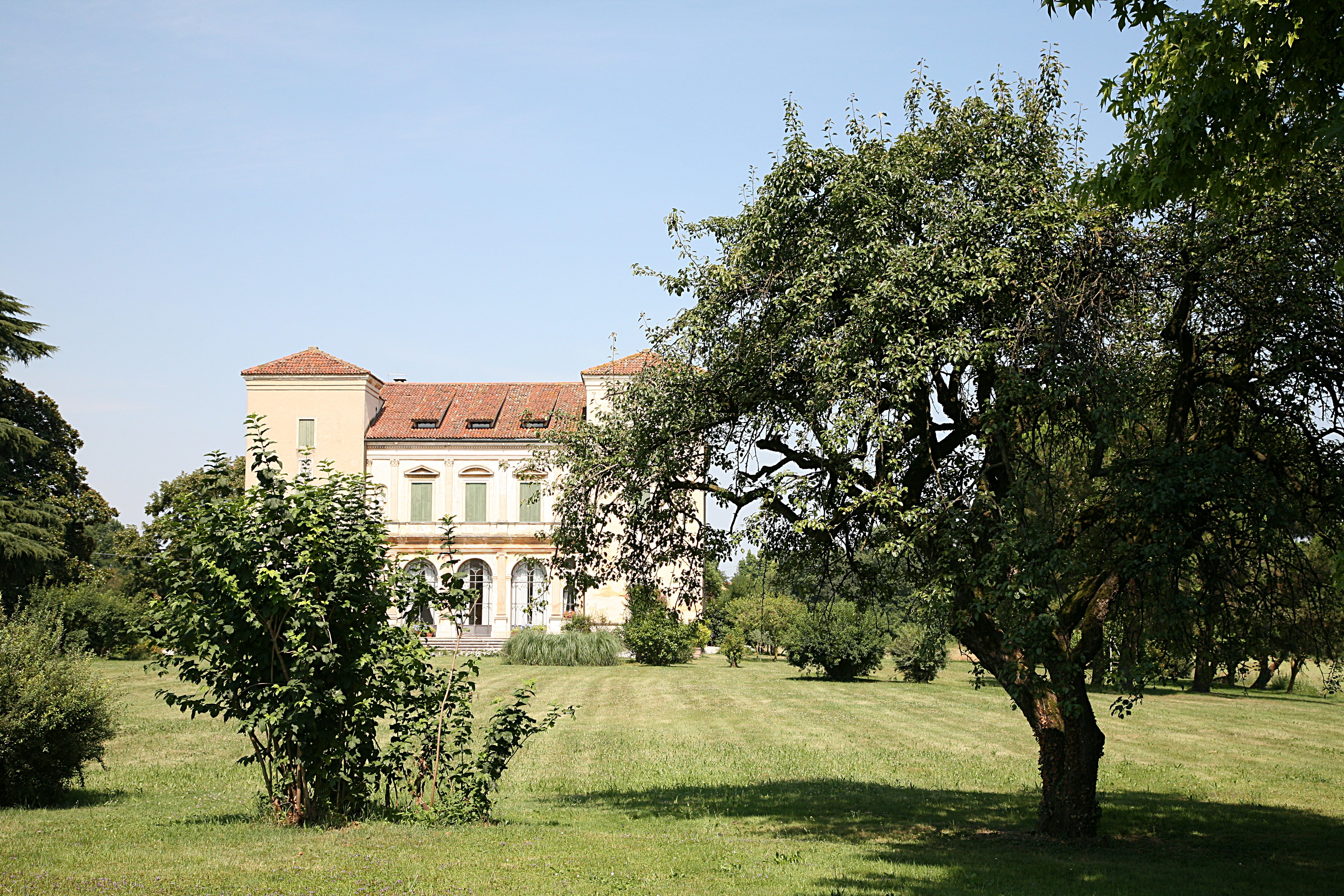
Vista da Villa Trissino através do parque

Gian Giorgio Trissino era um letrado, autor de obras teatrais e de gramática, e em Roma tinha sido acolhido no restrito círculo cultural do Papa Leão X (membro da família Médici), onde havia conhecido Raffaello. Hábil amador de arquitectura (estão conservados os seus desenhos do próprio palácio na cidade e um esboço de tratado sobre arquitectura), é, provavelmente, responsável na primeira pessoa pela reestruturação da família em Cricoli, logo à saída de Vicenza, herança do seu pai.
Trissino não demoliu o edifício preexistente, de formas góticas, mas redesenhou, em primeiro lugar, a frente principal virada a sul, que se transformou numa espécie de manifesto de adesão à nova cultura construtiva fundada sobre a redescoberta da Arquitectura da Roma Antiga. Entre duas torres já existentes insere-se uma loggia com dupla ordem de arcadas, a qual se inspira directamente na fachada da Villa Madama, em Roma, de Raffaello, de acordo com o publicado por Sebastiano Serlio no Terzo libro dell’architettura (editado em Veneza em 1540).
O que Palladio terá desenhado realmente deste edifício ainda é objecto de debate. Algumas das proporções usadas são típicas do famoso arquitecto; na reorganização dos espaços interiores, a sequência das salas laterais, de dimensões diferentes mas ligadas por um sistema de proporções inter-relacionadas (1:1; 2:3; 1:2), identifica um esquema que se tornará num tema chave no sistema de projecto palladiano. O estaleiro estava, certamente, concluido em 1538. No final do século XVIII, o arquitecto vicentino Ottone Calderari interveio pesadamente no edifício e, na década de 1910, uma segunda campanha de trabalhos removeu os últimos vestígios da construção gótica.